# Kalakeri, Nargund
Kalakeri là một làng thuộc tehsil Nargund, huyện Gadag, bang Karnataka, Ấn Độ.